# Natividade da Serra (kommun)
Natividade da Serra är en kommun i Brasilien.   Den ligger i delstaten São Paulo, i den sydöstra delen av landet, 900 km söder om huvudstaden Brasília. Antalet invånare är 6 681.
Följande samhällen finns i Natividade da Serra:
- Natividade da Serra

I omgivningarna runt Natividade da Serra växer i huvudsak städsegrön lövskog. Runt Natividade da Serra är det glesbefolkat, med 8 invånare per kvadratkilometer.